# 迈克·理查兹
迈克·理查兹（英語：Mike Richards，1985年2月11日—），加拿大男子冰球运动员，场上位置是前锋。他曾代表加拿大国家队参加2010年冬季奥林匹克运动会冰球比赛，获得一枚金牌。